# Émile de Wogan
Émile de Wogan (né à Dinan le 13 mars 1817 et mort à Paris 14e le 23 juin 1891) est un aventurier, explorateur, et écrivain français.

## Famille
Émile de Wogan est issu d'une famille noble d'extraction chevaleresque dont le premier auteur connu est Jean de Wogan, gouverneur d'Irlande en 1295. Ses ancêtres jacobites vinrent d'Irlande pour se fixer en France au XVIIe siècle en suivant leur roi Jacques II et son fils Jacques III, descendants des Stuarts. Militaires, les Wogan ont ensuite servi Louis XIV dans le Régiment de Dillon et se sont installés à Dinan. Cette famille semble éteinte depuis 1906  et ses armes étaient : D'or au chef de gueules chargé de 3 colombes (ou merlettes) d'or. 
Le père d'Émile de Wogan, Édouard-Jean-Pierre, est né en 1778 dans l'hôtel particulier de la famille, situé 15 Grande-Rue, à Dinan.  
Sa mère, Élisabeth-Rose de Querhoënt, née à Jersey en 1792, descend d'une illustre famille bretonne et sa sœur, Zénaïde de Wogan, donna naissance au compositeur Henri Kowalski.

## Biographie
Ancien officier Spahis puis de la Garde nationale pendant la révolution de 1848, il s'embarqua en 1850 avec 3 associés pour la Ruée vers l'or en Californie via l'isthme de Panama et rejoignit San Francisco sur le steamer SS Isthmus. À son retour, il devient directeur du Central Télégraphiquede Saint-Sever dans les Landes. Nommé ensuite directeur du bureau des Postes et Télégraphes, quartier Saint-Lambert à Paris, jusqu'à sa retraite en 1881.
Ses récits de voyage sont publiés dans diverses revues, dont Le Tour du monde, sous son nom ou sous le pseudonyme de Dartagnan. L'écrivain allemand Karl May s'inspire de ses aventures indiennes (Winnetou) par l'intermédiaire du géographe huguenot Karl Andree (en) et de son livre Globus, Illustrierte Zeitschrift für Länder (1862).
Aux prises avec des Apaches, Wogan doit son salut à un chef indien qui descendrait du Duc de Lennox.

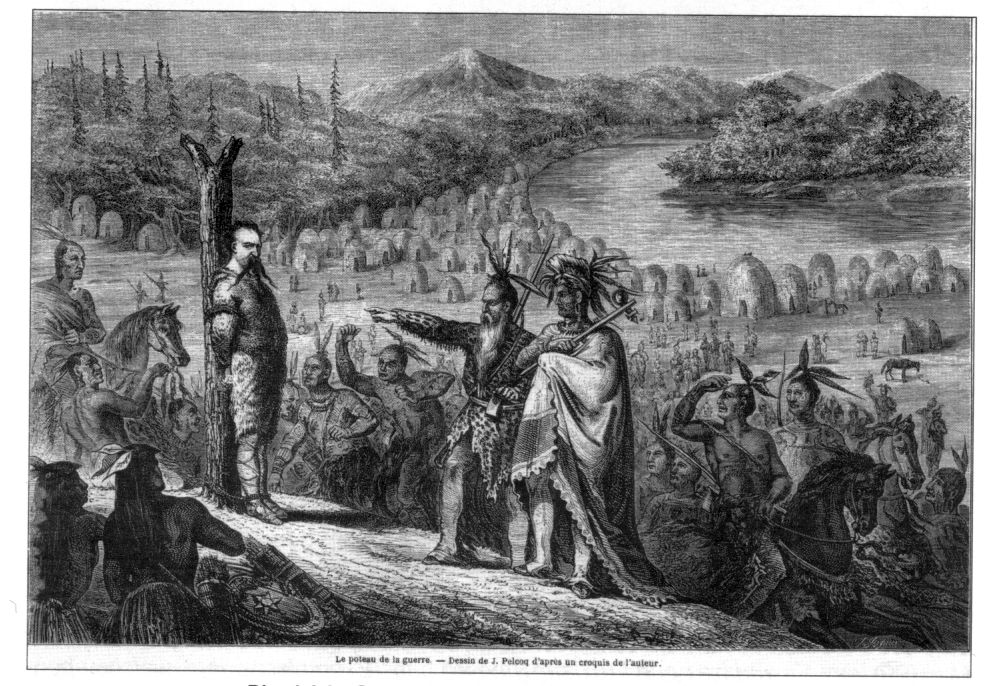
Emile de Wogan prisonnier des indiens (Le Tour du monde)

## Œuvres
- Voyages et aventures du baron de Wogan, éditions Pierre-Jules Hetzel, 1863
- Voyages et Aventures du baron de Wogan, éditions Lambert, 1878
- Du Far-West à Borneo, éditions Didier, 1873
- Le Pirate malais, éditions Didier, 1874
- Six mois dans le Far-West, 1875
- Dolorita. Une tombe dans les forêts vierges, 1877